# Isla Damas
Isla Damas är en ö i Chile.   Den ligger i regionen Región de Coquimbo, i den centrala delen av landet, 500 km norr om huvudstaden Santiago de Chile. Arean är 0,72 kvadratkilometer.
Terrängen på Isla Damas är mycket platt. Öns högsta punkt är 25 meter över havet. Den sträcker sig 1,7 kilometer i nord-sydlig riktning, och 1,4 kilometer i öst-västlig riktning.